# Leptoperla beroe
Leptoperla beroe is een steenvlieg uit de familie Gripopterygidae. De wetenschappelijke naam van de soort is voor het eerst geldig gepubliceerd in 1839 door Newman.